# Pocijep
Pocijep (pocjep, lat. Maianthemum), biljni rod od 40 vrsta trajnica iz porodice Asparagaceae.
U Hrvatskoj raste dvolisni pocijep, Maianthemum bifolium.

## Vrste
1. Maianthemum amoenum (H.L.Wendl.) LaFrankie
2. Maianthemum atropurpureum (Franch.) LaFrankie
3. Maianthemum bicolor (Nakai) Cubey
4. Maianthemum bifolium (L.) F.W.Schmidt
5. Maianthemum canadense (Desf.
6. Maianthemum comaltepecense (Espejo, López-Ferr. & Ceja
7. Maianthemum dahuricum (Turcz. ex Fisch. & C.A.Mey.) LaFrankie
8. Maianthemum dilatatum (Alph.Wood) A.Nelson & J.F.Macbr.
9. Maianthemum flexuosum (Bertol.) LaFrankie
10. Maianthemum formosanum (Hayata) LaFrankie
11. Maianthemum forrestii (W.W.Sm.) LaFrankie
12. Maianthemum fusciduliflorum (Kawano) S.C.Chen & Kawano
13. Maianthemum fuscum (Wall.) LaFrankie
14. Maianthemum gigas (Woodson) LaFrankie
15. Maianthemum gongshanensis (S.Yun Liang) H.Li
16. Maianthemum harae (Y.H.Tseng & C.T.Chao
17. Maianthemum henryi (Baker) LaFrankie
18. Maianthemum × intermedium (Vorosch.
19. Maianthemum japonicum (A.Gray) LaFrankie
20. Maianthemum lichiangense (W.W.Sm.) LaFrankie
21. Maianthemum macrophyllum (M.Martens & Galeotti) LaFrankie
22. Maianthemum mexicanum García Arév.
23. Maianthemum monteverdense LaFrankie
24. Maianthemum nanchuanense H.Li & J.L.Huang
25. Maianthemum oleraceum (Baker) LaFrankie
26. Maianthemum paludicola LaFrankie
27. Maianthemum paniculatum (M.Martens & Galeotti) LaFrankie
28. Maianthemum purpureum (Wall.) LaFrankie
29. Maianthemum racemosum (L.) Link
30. Maianthemum robustum (Makino & Honda) LaFrankie
31. Maianthemum salvinii (Baker) LaFrankie
32. Maianthemum scilloideum (M.Martens & Galeotti) LaFrankie
33. Maianthemum stellatum (L.) Link
34. Maianthemum stenolobum (Franch.) S.C.Chen & Kawano
35. Maianthemum szechuanicum (F.T.Wang & Tang) H.Li
36. Maianthemum tatsienense (Franch.) LaFrankie
37. Maianthemum trifolium (L.) Sloboda
38. Maianthemum tubiferum (Batalin) LaFrankie
39. Maianthemum viridiflorum (Nakai ex Makino & Nemoto) H.Li
40. Maianthemum yesoense (Franch. & Sav.) LaFrankie